# Psychologia wychowawcza
Psychologia wychowawcza (pedagogiczna) – nauka zajmująca się badaniem psychologicznych zagadnień kształcenia (nauczania i uczenia się) i wychowania; między innymi zagadnienia doboru treści kształcenia i wychowania, procesu uczenia się, nauki czytania i pisania, rozwijania zdolności, nabywania pojęć, zainteresowań, przekonań i postaw.

## Dyscyplina naukowa
Psychologia wychowawcza, jako dyscyplina naukowa, dostarcza teorii i wyników badań dotyczących każdego z sześciu komponentów modelu, który ukierunkowuje decyzje nauczyciela.

## Praktyka psychologii wychowawczej
Przypuśćmy na przykład, że mamy nauczyciela, który sądzi, iż uczniowie muszą sami brać odpowiedzialność za własne uczenie się. To przekonanie powinno wpływać na podejście nauczyciela do motywowania uczniów oraz kierowania klasą i dyscyplinowania jej. Jednakże czasem sposób postępowania nauczycieli jest niezgodny z ich przekonaniami. Na przykład nauczyciel, który chce, by jego wychowankowie byli odpowiedzialnymi uczniami, może stosować taki system kierowania klasą, który nie pozwala mu nauczyć ich brania odpowiedzialności za własne zachowanie. W takiej sytuacji nauczyciel musi pomyśleć, jak może najlepiej urzeczywistnić swoje poglądy. Przykład ten dotyczy ważnej kwestii oświatowej, którą bardziej szczegółowo zajmę się prof. Myron H. Dembo